# محمدعلی رضایی
محمدعلی رضایی (زادهٔ ۱۳۲۷ در تربت حیدریه) نمایندهٔ حوزه انتخابیه تربت حیدریه و مه‌ولات در دورهٔ هشتم مجلس شورای اسلامی بوده‌است.